# Gonomyia dissidens
Gonomyia dissidens är en tvåvingeart som beskrevs av Alexander 1957. Gonomyia dissidens ingår i släktet Gonomyia och familjen småharkrankar. Inga underarter finns listade i Catalogue of Life.